# Чинті
Чинті (груз. ჩინთი) — село в Грузії.
За даними перепису населення 2014 року в селі проживає 188 осіб.